# Ilharre
Ilharre is een gemeente in het Franse departement Pyrénées-Atlantiques (regio Nouvelle-Aquitaine) en telt 131 inwoners (2004). De plaats maakt deel uit van het arrondissement Bayonne.

## Geografie
De oppervlakte van Ilharre bedraagt 10,4 km², de bevolkingsdichtheid is 12,6 inwoners per km².
De onderstaande kaart toont de ligging van Ilharre met de belangrijkste infrastructuur en aangrenzende gemeenten.

## Demografie
Onderstaande figuur toont het verloop van het inwonertal (bron: INSEE-tellingen).